# Лисаура (Сучава)
Лисаура (рум. Lisaura) насеље је у Румунији у округу Сучава у општини Ипотешти. Oпштина се налази на надморској висини од 295 m.

## Становништво
Према подацима из 2002. године у насељу је живело 708 становника, од којих су сви румунске националности.